# 潮騒のうた
「潮騒のうた」（しおさいのうた）は、NHKの『みんなのうた』で、1999年10月 - 11月に放送された楽曲。

## 概要
作詞：東純二、作曲・編曲：辻畑鉄也、歌：Bell＆Accordions。
- 映像は白いワンピースを着た女性をメインとした実写で1番は小湊鉄道、2番は浜辺が映されている。
- 海を見に行く内容の楽曲で、放送ではCパートが短縮された。
- 「Bell＆Accordions（ベル・アンド・アコーディオンズ）」はピカソとボーカルの「かがわひろみ[1]」が結成したバンド。
- 1999年の『みんなのうた』放送曲の中では視聴者からの人気を得た曲である。本放送から1年足らずの2000年8月以降、幾度か再放送が行われている。2011年発売のDVD『NHK みんなのうた 第12集』 (NSDS-7534) にも収録されている。
- 2000年9月にダイキサウンドからCDアルバム『潮騒のうた　BELL&ACCORDIONS』が販売、中国語バージョンも収録されている。また『みんなのうた』の複数のコンピレーションアルバムにオリジナル音源が収録されている。